# 宇宙授業
宇宙授業（うちゅうじゅぎょう）とは、宇宙（天文）に関する項目に関して、教師が生徒に説明する授業、または、宇宙から直接通信や交信によって行われる授業のことである。
本節では、後者について説明する。

## 概要
最初の宇宙授業は、地球軌道上にあるスペースシャトルから行われた。それ以前は、マスメディアを通じて、ニュース報道やニュース解説、書籍などの形で宇宙飛行士がインタビューに答えるなどの形で行われ、直接交信や通信の形では実現できなかった。しかしながら、スペースシャトルの場合には、クルーが最大7名まで搭乗が可能なため、各ミッション内にあっては、交代等の休憩の時間を用いてミッション以外の交信が可能なため実現することが可能になった。

## 宇宙授業の実際
スペースシャトルの場合には、スペースシャトル内にインターネットに接続できるパソコン等の設備があり、これを用いて交信できる場合と、NASAフライトセンター（ジョンソン宇宙センター）を経由して行える場合がある。高画質かつクリアな音声による宇宙授業の場合には、主として後者のフライトセンター経由で行う。現在のところ、インターネットでは、MPEG-3によるため、有る程度の画像品質の低下や音声が途切れるなどの問題があるためである。アメリカ航空宇宙局ジョンソン宇宙センターで運用しているTDRS（宇宙通信衛星）は、スペースシャトル搭載コンピュータの処理能力の都合により最大上りが1.5メガビット毎秒、下りが3.0メガビット毎秒である。インターネットに割り振っている帯域は、最大上りが128キロビット毎秒、下りは256キロビット毎秒である。そのような事情から、フライトセンター経由で行われる場合が多い。
スペースシャトルに搭乗した宇宙飛行士による宇宙授業は、日本・アメリカ合衆国等で実施。日本の場合には、毛利衛飛行士、野口聡一飛行士などが、既に実施。アメリカでは、最初の宇宙授業を予定していたミッションにおいて、コロンビアの事故が発生したため、現在「アトランティス」のミッションで実現できる見込み。

## これからの予定
現在、「国際宇宙ステーション」プロジェクト参加各国が計画を進めているのは、各国「実験モジュール」に実験データ転送用に設置した「インターネット」設備等を活用して、国際宇宙ステーションから宇宙通信衛星を結んで、各国のフライトセンター（管制センター）を経由するか、直接、搭乗宇宙飛行士と学校や教室とを結んで宇宙授業を行うなどの準備を進めている。
国際宇宙ステーションの場合には、各国実験モジュール毎に、各国宇宙通信所を経由して、各フライトセンターとの交信が可能であるため、各国でそのような事業を行うことには、なんの問題もない。建設時においては、ロシア連邦宇宙局フライトセンター及びアメリカ航空宇宙局フライトセンター等を経由して、通信が行われるようになっているが、実験モジュール運用後は、各国のフライトセンターによって、管制業務が実施されることになっているためである。

### 関係者
- 宇宙飛行士
  - 日本宇宙少年団

### 機材
- スペースシャトル
- 国際宇宙ステーション

### 実施宇宙機関
- アメリカ航空宇宙局
  - ジョンソン宇宙センター
- 宇宙航空研究開発機構
  - 筑波宇宙センター

## 参考資料など
- 国際宇宙ステーション参加各国、宇宙計画資料